# Szlak Martyrologii (powiat jaworski)
Szlak Martyrologii – szlak pieszy, nizinny, rozpoczynający się w Jaworze, a kończący się w Strzegomiu, przebiega przez Czernicę i Gniewków.
Wyznakowany jest  kolorem niebieskim i  ma łączną długość 22 km.